# 揚抗比

揚力と抗力は、翼または航空機に作用する空力の2つの要素である。

空気力学における揚抗比（ようこうひ、英語：Lift-to-drag ratio）とは、抗力に対する揚力の強度の比を指す。略してL/D (比)とも呼ばれる。特定の飛行条件下での空力効率を表し、仰角に依存する。抗力最小となる仰角における揚力・揚抗比が実用上重要である。翼の性能を表す代表値で最も重要なもののひとつ。現実には抗力成分は0にならないため、揚抗比は有限の値をとる。
翼翼または動力付き航空機の場合、L/Dは直線および水平飛行時に指定される。グライダーの場合、高度の損失に対する移動距離の滑空比を決定する。
この項は、特定の対気速度について、発生する揚力を測定し、その速度での抗力で割ることによって計算される。これらは速度によって異なるため、結果は通常、2次元グラフにプロットされる。ほとんどの場合、グラフは抗力の2つの主要な成分のためにU字型を形成する。L/Dは、数値流体力学またはコンピュータシミュレーションを使って計算できる。これは、風洞試験または自由飛行試験によって経験的に測定される。

## 概要
実用の翼型の多くは、揚力が抗力の幾倍も大きく設計される（揚抗比が1よりはるかに大きい）。
これは流体力を動力として利用する際にドラッグ(抗力)を利用するよりリフト(揚力)を利用する方が高効率であることを意味する。実際のところ外輪船はスクリュー船に負けるため観光用しか残っていない。風車も同じで現在実用されているものはみな揚力型である。飛行機は翼にて抗力で消費する推力以上の揚力を得ている。ヨットや帆船も揚力を利用したほうが優れる。
一般の航空機では必要な揚力は決まっているため、L/D比の改善とは抗力すなわちロスを減らすことであり、動力低出力化や省燃費と同義である。この理由としては、L/D比特定の飛行経路に必要なエネルギーに反比例するため、例えばL/D比を2倍にすると、同じ飛行距離で必要なエネルギーは半分になるからである。
流れが音速未満の場合には、翼端の影響を減らす、すなわちスパン方向に極力長くすることが望ましい。旅客機もそうであるが特に人力飛行機の翼は細長い（アスペクト比が大きい）。これはロスを減らすためである。超音速では、造波抵抗を防ぐ三角翼などが適し、更に高速ではリフティングボディのような、翼を持たず胴体で揚力を発生する形状が研究されている。
L/D比は、ボディの形状抗力と、揚力の発生に関連する誘導抗力の両方の影響を受ける。これは主に、揚力と抗力の係数、気流に対する迎角、翼のアスペクト比に依存する。
L/D比は、水上バイクや陸上車両にも適用できる。水中翼船と移動船のL/D比は、航空機と同様に決まる。

## 揚力と抗力の関係

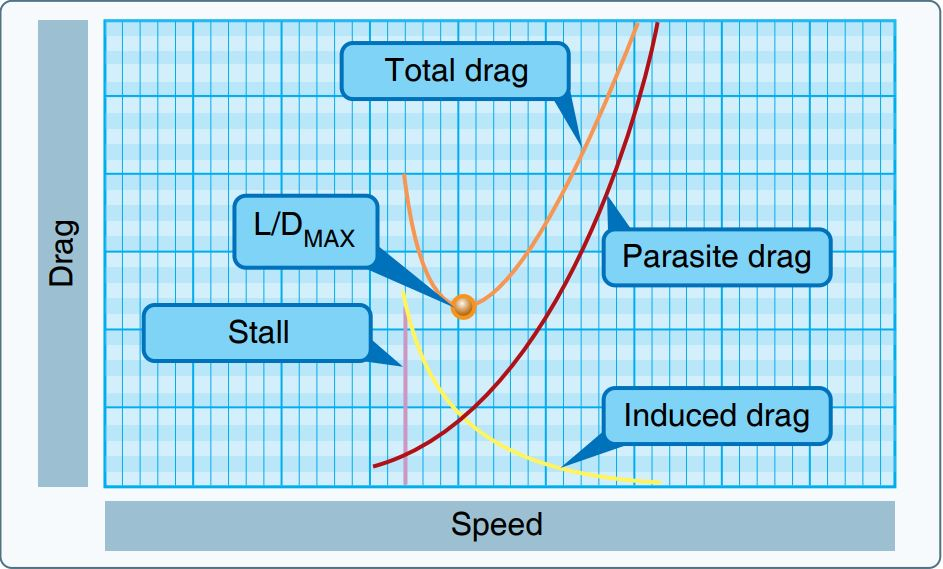
抗力対速度のグラフ。L/D_{MAX}は最小の総抗力で発生する（例：寄生抗力と誘導抗力）

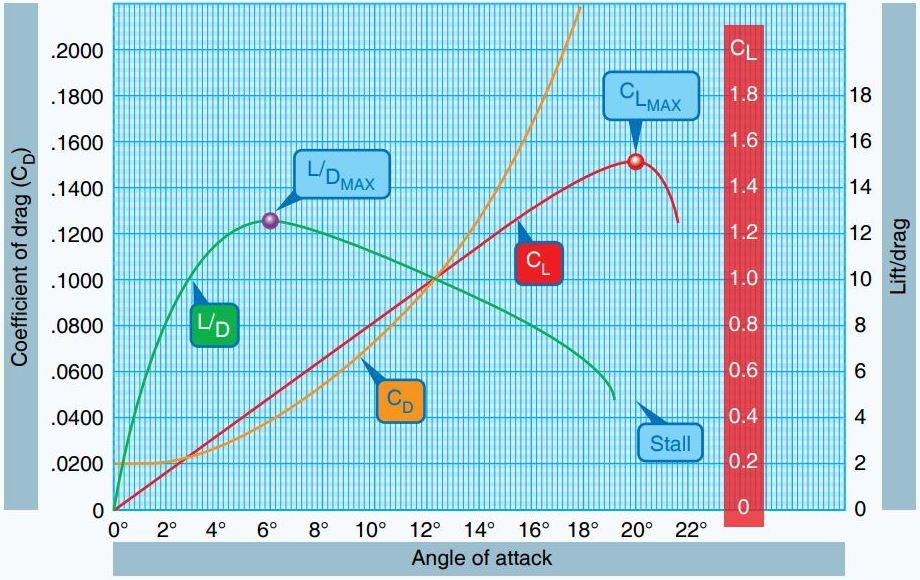
抗力係数C_{D}と揚力係数C_{L}対迎角。

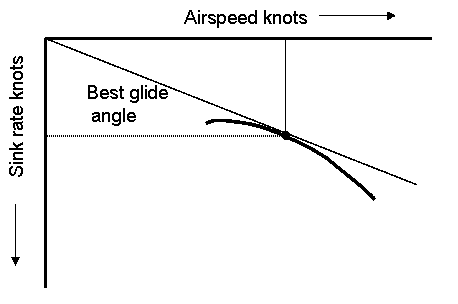
最高の滑空速度（最高のL/D）のグライド角度を示す極曲線。穏やかな空気の中では最も平坦な滑空角度で、飛距離を最大化する。この対気速度（垂直線）は、グラフの原点を起点とする線の接点に相当する。この対気速度より速く、または遅く飛行するグライダーは、着陸するまでの距離が短くなる。

揚力は、翼型ボディが空気などの粘性流体を通過するときに生成できる。翼型は多くの場合、キャンバーしたり、気流に対する迎角に設定されたりする。揚力は対気速度の2乗として増加する。
空力ボディが揚力を発生させるときは常に、揚力誘起抗力または誘導抗力も発生する。低速では、航空機はより高い迎え角で揚力を発生させなければならず、その結果、より大きな誘導抗力が発生する。この項が、揚力対速度のグラフの低速側を支配している。

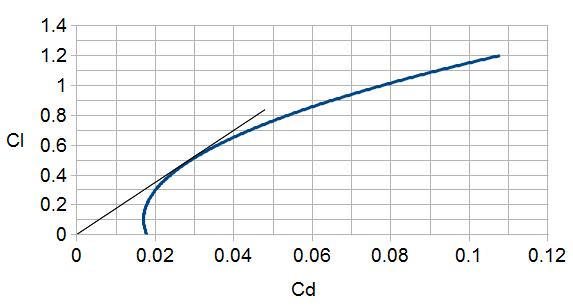
軽飛行機のドラッグカーブ。接線は最大となるL/Dのポイントを示す。

形態抗力は、空気中を身体が移動することによって発生する。このタイプの抗力は、空気抵抗または形状抗力としても知られ、速度の2乗によって変化する（抗力方程式参照）。このため、形状抗力は速度が速いほど顕著になり、揚力/速度グラフのU字型の右側を形成する。抗力は、主に流線型にし、断面積を小さくすることで減少する。
このように、空力ボディの抗力には、誘導抗力と形状抗力の2つの要素がある。

## 揚力と抗力の係数
迎角（AoA）による揚力と抗力の変化率は、それぞれ揚力係数CL、抗力係数CDと呼ばれる。迎角に対する揚力と抗力の比は、これらの係数でプロットされることが多い。
任意の揚力値に対して、AoAは速度によって変化する。CLとCD対速度のグラフは抗力曲線と呼ばれる。速度は左から右に向かって増加する。揚力/抗力比は、原点から曲線上のある点までの傾きで与えられるため、最大L/D比は抗力係数の最も小さい点、つまり左端の点では発生しない。その代わり、わずかに大きな速度で発生する。設計者は通常、動力付き固定翼機で選択された巡航速度でL/Dがピークになるような翼設計を選択し、経済性を最大化する。航空工学のあらゆる事柄と同様に、揚抗比は翼の設計において唯一の考慮事項というわけではない。高い迎角での性能と穏やかな失速も重要である。

### 滑空比
航空機の胴体操縦面にも抗力が加わり、場合によっては揚力も加わるので、航空機全体のL/Dを考えるのが公平である。滑空比（英語：glide ratio）は、（無動力の）航空機の前進と下降の比であり、（一定速度で飛行した場合）数値的には航空機のL/Dに等しい。このことは、特に高性能セーリングプレーンの設計と操作において重要であり、滑空比は、最良の場合、ほぼ60対1（降下1単位に対して前進60単位）となりうるが、一般的な娯楽用としては30対1が良好な性能と考えられている。実際にグライダーの最高のL/Dを達成するには、正確な対気速度のコントロールと、偏向したコントロールサーフェスからの抵抗を減らすためのスムーズで抑制されたコントロール操作が必要である。無風状態の場合、L/Dは移動距離を失った高度で割った値になる。風力条件下で失われた高度に対して最大距離を達成するには、巡航とサーマリングを交互に行うのと同様に、最適対気速度をさらに修正する必要がある。強いサーマルを予測するグライダーパイロットは、国を超えて高速を達成するために、グライダー（セイルプレーン）に水バラストを積むことが多い。後述するように、最大L/Dは重量や翼面荷重に依存しないが、翼面荷重が大きくなると、最大L/Dはより速い対気速度で発生する。また、対気速度が速いということは、航空機がより大きなレイノルズ数で飛行することを意味し、これは通常、より低いゼロリフト抗力係数をもたらす。

## 理論

### 亜音速
数学的には、最大揚抗比は次のように推定できる。
{\displaystyle (L/D)_{\max }={\frac {1}{2}}{\sqrt {\frac {\pi \varepsilon ~\mathrm {AR} }{C_{D,0}}}},}
ここで AR はアスペクト比、{\displaystyle \varepsilon }はスパン効率係数で、長い直線翼の場合は1より小さいが1に近い数値、{\displaystyle C_{D,0}}はゼロリフト抗力係数である。
最も重要なことは、最大揚力対抗力比は、機体重量、翼面積、翼面荷重に依存しないということである。
固定翼航空機の最大揚抗比の2つの主な要因は、翼幅と全湿潤面積であることを示すことができる。航空機のゼロ揚力抗力係数を推定する方法の一つに、等価皮膚摩擦法がある。適切に設計された航空機の場合、ゼロ揚力抗力（または寄生抗力）の大部分は、皮膚摩擦抗力に流れの剥離によって生じるわずかな割合の圧力抗力を加えたものである。この方法には次の式が使われる。
{\displaystyle C_{D,0}=C_{\text{fe}}{\frac {S_{\text{wet}}}{S_{\text{ref}}}},}
ここで、{\displaystyle C_{\text{fe}}}は等価皮膚摩擦係数、{\displaystyle S_{\text{wet}}}は接液面積、{\displaystyle S_{\text{ref}}}は翼基準面積である。等価皮膚摩擦係数は、剥離抗力と皮膚摩擦抗力の両方を考慮し、同じクラスの航空機タイプではかなり一貫した値である。これを最大揚力対抗力比の式に代入すると、アスペクト比の式（{\displaystyle b^{2}/S_{\text{ref}}}）とともに、次の式が得られる。
{\displaystyle (L/D)_{\max }={\frac {1}{2}}{\sqrt {{\frac {\pi \varepsilon }{C_{\text{fe}}}}{\frac {b^{2}}{S_{\text{wet}}}}}},}
ここでbは翼幅である。この式における{\displaystyle b^{2}/S_{\text{wet}}}は、接液アスペクト比として知られている。この式は、空気力学的に効率的な設計を達成する上での接液アスペクト比の重要性を示している。

### 超音速
非常に速い速度では、揚抗比が低くなる傾向がある。コンコルドの揚抗比はマッハ2で約7であったが、ボーイング747はマッハ0.85で約17だった。
ドイツ系イギリス人の技術者、ディートリッヒ・キュッヘマンは、高マッハのL/D比を予測するための経験的関係を開発した。
{\displaystyle L/D_{\max }={\frac {4(M+3)}{M}}}
ここで、Mはマッハ数である。風洞試験では、これがほぼ正確であることが示されている。

## L/D比の例
- イエスズメ 4:1
- セグロカモメ 10:1
- アジサシ 12:1
- アホウドリ 20:1
- ライトフライヤー号 8.3:1
- 航行中のボーイング747 17.7:1[8]
- 航行中のエアバスA380 20:1[9]

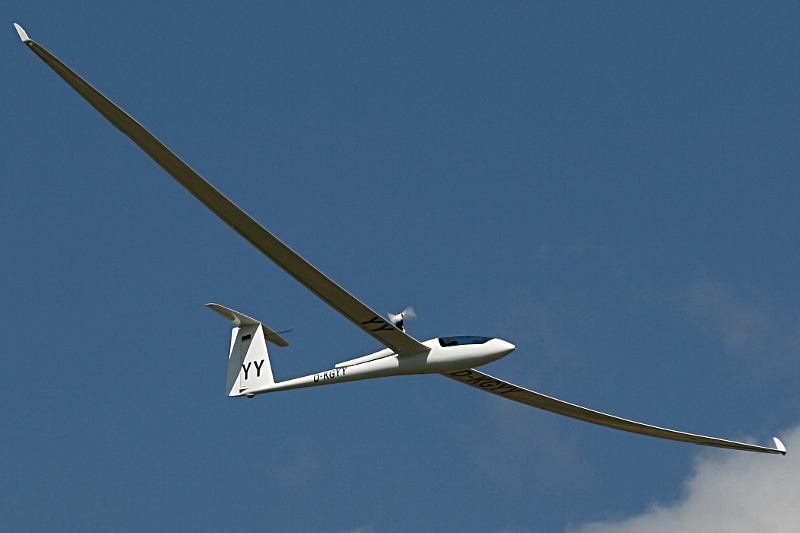
イータは滑空機として最高の滑空率を誇る

- コンコルドの離着陸速度は4:1、マッハ0.95では12:1、マッハ2では7.5:1に増加する[10]。
- 100ノット (185 km/h)で飛んでいるヘリコプター 4.5:1[11]
- 滑空中のセスナ 172 10.9:1[12]
- 航行中のロッキード U-2 25.6:1[13]
- ルータン ボイジャー 27:1
- グローバルフライヤー 37:1[14]

| ジェット旅客機                | 航行時のL/D | 初飛行       |
| ----------------------------- | ----------- | ------------ |
| ロッキード L-1011-100         | 14.5        | Nov 16, 1970 |
| マクドネル・ダグラス DC-10-40 | 13.8        | Aug 29, 1970 |
| エアバスA300-600              | 15.2        | Oct 28, 1972 |
| マクドネル・ダグラス MD-11    | 16.1        | Jan 10, 1990 |
| ボーイング767-200ER           | 16.1        | Sep 26, 1981 |
| エアバスA310-300              | 15.3        | Apr 3, 1982  |
| ボーイング747-200             | 15.3        | Feb 9, 1969  |
| ボーイング747-400             | 15.5        | Apr 29, 1988 |
| ボーイング757-200             | 15.0        | Feb 19, 1982 |
| エアバスA320-200              | 16.3        | Feb 22, 1987 |
| エアバスA310-300              | 18.1        | Nov 2, 1992  |
| エアバスA340-200              | 19.2        | Apr 1, 1992  |
| エアバスA340-300              | 19.1        | Oct 25, 1991 |
| ボーイング777-200             | 19.3        | Jun 12, 1994 |